# NICE AND NAUGHTY
『NICE AND NAUGHTY』（ナイス・アンド・ノーティー）は、ビビアン・スーの日本での5枚目のシングル。2010年9月1日にFar Eastern Tribe Recordsからリリースされた。

## 解説
2010年3月に7年振りとなるビビアン・スーの日本復帰第二弾シングルである。前作の日本復帰第一弾シングル「Beautiful Day」から約8ヶ月ぶりのリリース。本作はJeff Miyaharaが作曲・プロデュースを担当したほか、ビビアン自身も作詞に参加した一生懸命生きる女性へ贈る応援ソングである。表題曲「NICE AND NAUGHTY」は「スリムビューティハウス」のCMソングに起用される。
販売形態は初回限定盤（UMCF-9544）と通常盤（UMCF-5064）の2種リリースで、初回限定盤には表題曲「NICE AND NAUGHTY」のメイキング・オフショットを収録したDVDが付属されている。

## 批評
CDジャーナルは、「2010年、7年ぶりに日本での活動を再開したビビアン・スーの日本復帰第2弾シングル。彼女のキュートな魅力を最大限に引き出したアッパーなポップ・トラックだ。プロデュースはJEFF MIYAHARA。タイトル曲は2010年代のトレンドのひとつである“エレクトロ×ロック”テイストを取り入れたアップ・チューン。35歳とは思えないキュートなヴォーカルが魅力的。」と評した。

## 収録曲
CD
1. NICE AND NAUGHTY [3:48]
  - 作詞：ビビアン・スー&岡嶋かな多&Jeff Miyahara / 作曲・編曲：Jeff Miyahara
  - 「スリムビューティハウス」CMソング
2. Sunday Morning [3:35]
  - 作詞：岡嶋かな多 / 作曲・編曲：吉田裕二
3. NICE AND NAUGHTY (Inst.) [3:48]
4. Sunday Morning (Inst.) [3:27]

DVD（初回限定盤のみ）
1. NICE AND NAUGHTY (Making Movie)